# Daniel Schmid (Politiker)

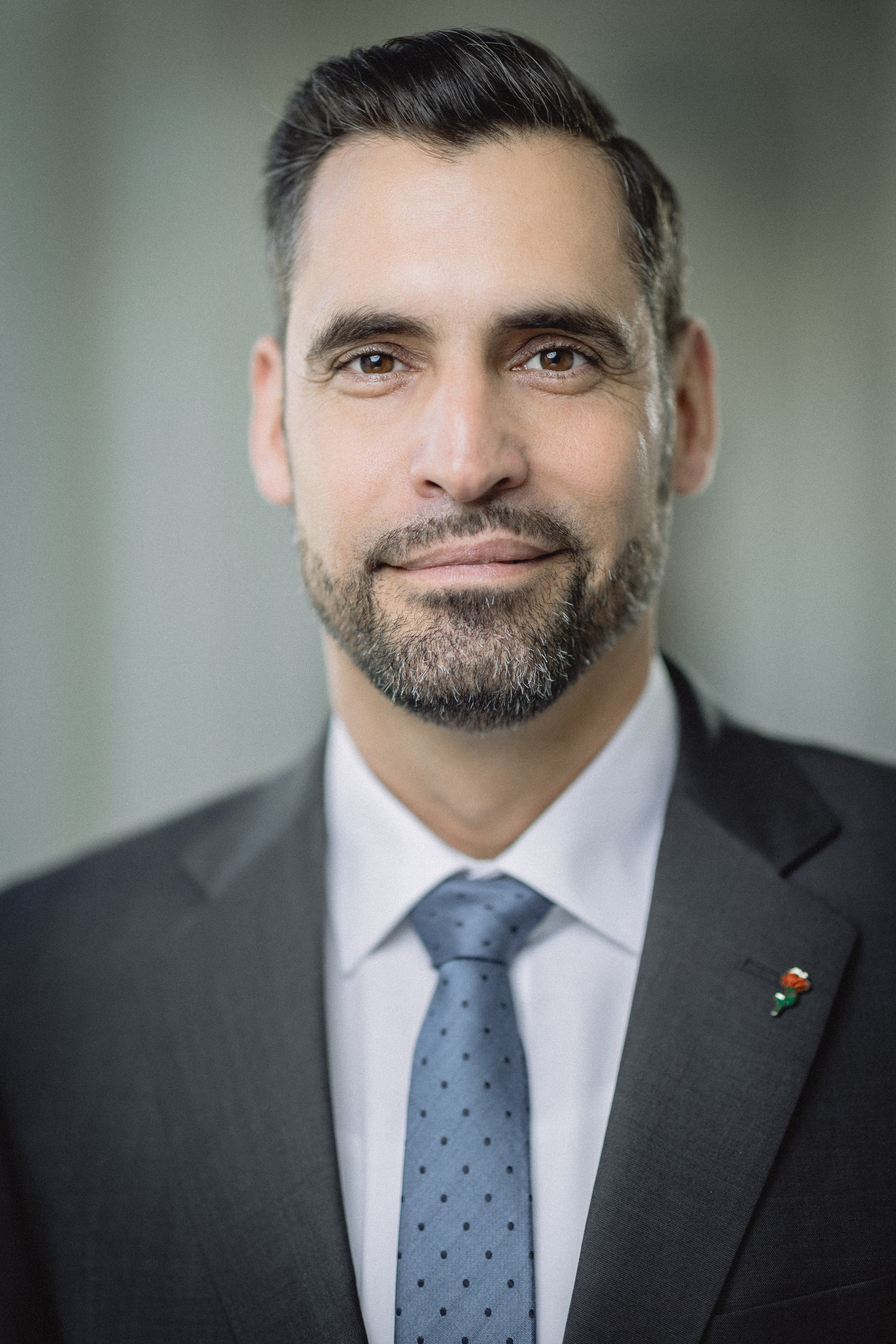
Daniel Schmid (2022)

Daniel Schmid (* 24. Oktober 1979 in Innsbruck) ist ein österreichischer Politiker der Sozialdemokratischen Partei Österreichs (SPÖ). Seit dem 25. Oktober 2022 ist er vom Tiroler Landtag entsandtes Mitglied des Bundesrates.

## Leben

### Ausbildung und Beruf
Daniel Schmid besuchte nach der Volks- und Hauptschule von 1994 bis 1998 die Fachschule für Bildhauerei in Innsbruck. 1998/99 absolvierte er den Präsenzdienst in Lienz. 2000/01 folgte eine Ausbildung zum Unteroffizier an der Heeresunteroffiziersakademie in Enns, bis 2006 war er beim Bundesheer beschäftigt. 2004/05 besuchte er das SAE Technology Institute Vienna (Digital Film Making), 2006/07 war er als selbständiger Tontechniker und Kameraassistent tätig und von 2007 bis 2015 beim Österreichischen Rundfunk als Produktionstechniker Kamera.
Ab 2015 absolvierte er bei der ÖBB Produktion GmbH eine Lokführerausbildung und wurde bei den Österreichischer Bundesbahnen Lokführer und 2022 Mitglied des Zentralbetriebsrat der ÖBB Produktion GmbH sowie kooptiertes Mitglied des Vorstandes in der Fraktion Sozialdemokratischer GewerkschafterInnen (FSG) Tirol. Ehrenamtlich engagiert er sich bei der Tiroler Bergwacht, dem Österreichischen Alpenverein und der Schützenkompanie Oetz.

### Politik
2020 wurde er zweiter stellvertretender Bezirksparteivorsitzender der SPÖ Imst und SPÖ Bezirksreferent für Verkehr, Umwelt-, Natur- und Klimaschutz. In der SPÖ Mieminger Plateau fungiert er seit 2022 als stellvertretender Ortsparteivorsitzender.
Nach der Landtagswahl in Tirol 2022 wurde er mit 25. Oktober 2022 vom Tiroler Landtag entsandtes Mitglied des Bundesrates und wurde am 30. November 2022 als Bundesrat angelobt.
Seit dem 30. Januar 2025 bekleidet Schmid den Vorsitz des Landesverteidigungsausschusses im Bundesrat.
Am 29. März 2025 wurde er von den Delegierten der SPÖ-Bezirksorganisation Imst zum Bezirksparteivorsitzenden gewählt. 